# Chicago Cubs
Chicago Cubs là một đội bóng chày chuyên nghiệp có trụ sở tại Chicago, Illinois. Đội bóng tham gia giải Major League Baseball (MLB) và là một thành viên của chi giải National League. Sân nhà của đội bóng là sân Wrigley Field, tọa lạc tại phía bắc thành phố. Chicago Cubs là một trong 2 đội bóng chày lớn tại Chicago, đội bóng còn lại là Chicago White Sox - là thành viên của chi giải American League. Tiền thân của đội bóng là White Stockings, được thành lập năm 1876 trước khi đổi tên thành Chicago Cubs năm 1903.
Đội bóng đã tham gia tổng cộng 11 kì World Series. Năm 1906, Chicago Cubs đã giành chiến thắng 116 trận, lập kỷ lục với tỉ lệ chiến thắng 0.763, trước khi thua Chicago White Sox với tỉ số trận 2 - 4. Sau đó, Chicago Cubs đã trở lại giành chức vô địch World Series năm 1907, 1908, trở thành đội bóng đầu tiên liên tiếp chơi 3 trận chung kết World Series, trong đó thắng 2 thua 1. Gần đây nhất, Chicago Cubs đã vô địch Serie vô địch National League 2016 và World Series 2016, chấm dứt cơn khát danh hiệu National League 71 năm và 108 năm không một danh hiệu World Series.
CLB Cubs được biết với biệt danh "The North Siders", dựa trên vị trí tọa lạc của sân Wrigley Field phía bắc thành phố Chicago.
Năm 2016, Chicago Cubs được xếp hạng thứ 21 trong bảng xếp hạng các câu lạc bộ giá trị nhất thế giới của Forbes, đứng thứ 17 tại Mỹ và thứ 3 tại Chicago, xếp sau Chicago Bears và Chicago Bulls, và đứng thứ 15 tại MLB sau New York Yankees, Los Angeles Dodgers, Boston Red Sox, và San Francisco Giants.